# Catabola
Catabola (anciennement Nova Sintra) est une ville située dans la province de Bié, en Angola. Sa population est estimée à 18 858 habitants en 2005.

## Source
- (en) Cet article est partiellement ou en totalité issu de l’article de Wikipédia en anglais intitulé « Catabola » (voir la liste des auteurs).